# Учительський Голос
«Учительський Голос» — педагогічний і культурно-освітній місячник, орган Учительської Громади Підкарпатської Руси, виходив у Мукачеві, Ужгороді й Хусті у 1930—1939 роках.
Редактор — О. Полянський; співробітники — В. Свереняк, о. А. Волошин, А. Штефан, О. Маркуш та ін.